# نماهنگ آشوب
آشوب یک نماهنگ درام و محصول کشور ایران است. این نماهنگ یک پروژه مستقل و بدون وابستگی به نهاد و ارگان خاصی است که با صدای سورنا منتصر، تدوین و کارگردانی علیرضا ربیع مقدم از آذر ماه ۱۳۹۶ تا فروردین ماه ۱۳۹۷ به صورت شخصی تهیه و تولید گردید. کوروش تهامی، یکتا ناصر، لیلا اوتادی، داریوش فرهنگ، همایون ارشادی، فرهاد آئیش، محمدرضا هدایتی، رامین ناصر نصیر و نیما فلاح در این نماهنگ ایفای نقش کرده‌اند. نماهنگ آشوب برگفته از سریال آشوب ساخته شده‌است .

## داستان
مرد جوانی به نام آشوب (کوروش تهامی) در کافه لاله زار مشغول خوانندگی است. او در هرج و مرج تاریخی دهه ۲۰ شمسی مصادف با دهه ۵۰ میلادی در آشفتگی و خطرات و تهدیدهای متعددی روبروست.

## ویژگی
- کسب رتبه ۸ از ۱۰ در سایت IMDB 

- دومین نماهنگ ایرانی ثبت شده در سایت IMDB

- نماینده کشور ایران در بخش نماهنگ از ۲ جشنواره فیلم بین‌المللی

## جشنواره‌ها
نماهنگ آشوب، ساخته علیرضا ربیع مقدم  در یازدهمین دوره جشنواره فیلم‌های ایرانی سانفرانسیسکو آمریکا کاندید بهترین نماهنگ شده‌است  و جشنواره فیلم‌های ایرانی سانفرانسیسکو در بخش‌های اصلی بهترین فیلم، مستند، فیلم کوتاه، انیمیشن و نماهنگ در تاریخ ۲۴ و ۲۵ سپتامبر (سوم و چهارم مهرماه ۱۳۹۷) در شهر سانفرانسیسکو آمریکا برگزار می‌شود.

- کاندید: نامزد دریافت بهترین نماهنگ از یازدهمین دوره جشنواره فیلم‌های ایرانی سانفرانسیسکو آمریکا